# Économie de la Mauritanie

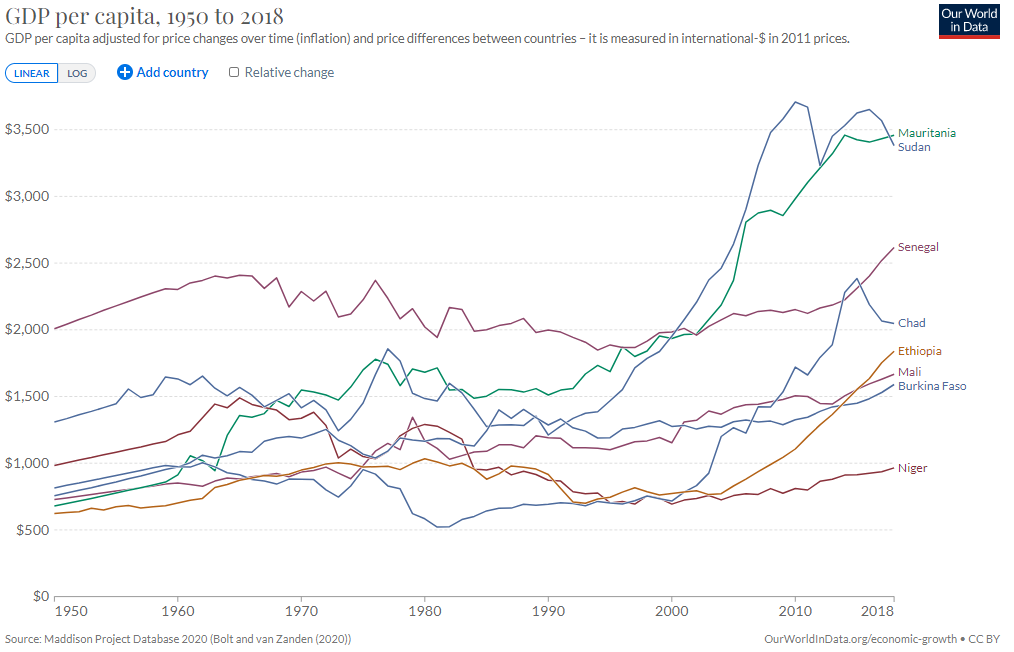
Développement du PIB par habitant des pays du Sahel.

L'économie de la Mauritanie est basée sur des industries extractives traditionnelles (fer, or, cuivre), l’agriculture et la pêche, l’économie mauritanienne a opéré un mouvement de diversification. Il s’est traduit par la mise en exploitation de nouvelles ressources (pétrole et gaz), et le développement de nouveaux secteurs, à l’instar des télécommunications, qui ont connu une croissance moyenne annuelle de 26 % depuis 2001.
Le Produit intérieur brut mauritanien a atteint 5,124 milliards de dollars US en 2017. Le PIB par habitant s’élève à 1 300 $. L’indice de développement humain était de 0.513 en 2016 (157e rang sur 182 pays classés) et un tiers des Mauritaniens vivent sous le seuil de pauvreté.
40,3 % de la population active est employée dans le secteur primaire, 9,5 % dans l’industrie et les mines, et 50,2 % dans les services (2016). En valeur, la même année, la contribution de l’agriculture au PIB s’élevait à 27,4 %, celle de l’industrie et des mines à 30 %, et celle des services à 42,6 %.
Le pays a connu un « boom minier » entre 2008 et 2014, la part des investissements dans le PIB atteignant 42 % en moyenne. Son économie, très tributaire des cours des matières premières, demeure vulnérable aux chocs externes (30 % des recettes budgétaires et 70 % des exportations dépendant du secteur extractif). Cette vulnérabilité explique le fort ralentissement de la croissance observée entre 2014 et 2016. Le fort rebond enregistré en 2017 - 3,8 % - devrait se confirmer en 2018, les analystes tablant sur une prévision de croissance de 3,2 %.

Devises mauritaniennes : spécimens de billet de 200 et 1000 ouguiyas.

## Pêche

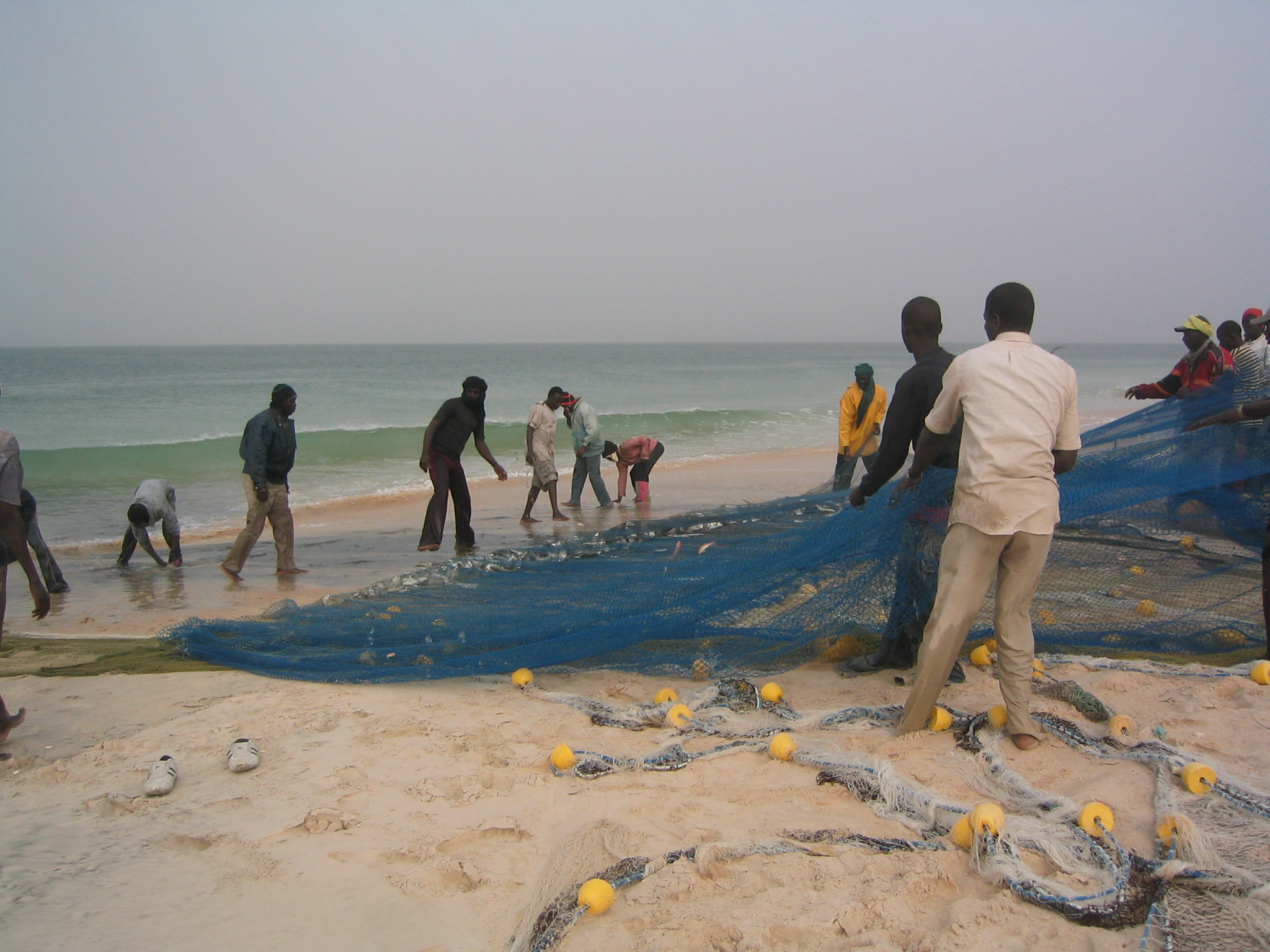
Pêche au filet sur la plage de Nouakchott.

La Mauritanie est une des régions les plus poissonneuses du monde grâce à un écosystème littoral exceptionnel : l'existence de hauts-fonds et de vasières permet la prolifération d'herbiers (zostères) qui, alliée à la confluence de courants par remontées d'eau des profondeurs (« upwellings »), favorise la reproduction des espèces marines. Cette situation privilégiée n'a pas échappé aux pays pratiquant la pêche intensive et industrielle qui ont proposé d'acheter des droits de pêche au large de ses côtes. Cette décision a relevé de façon importante le PIB du pays, mais a participé à la réduction des ressources halieutiques de cette région. Des mesures ont été mises en place avec la création d'une réserve de pêche étroitement surveillée en regard du Banc d'Arguin.
Une large partie du Banc d’Arguin est instaurée Parc National en 1976 et déclarée Patrimoine Mondial par l’UNESCO en 1989. Il s’agit d’une zone de 12 000 km2 (milieu marin et terrestre) qui correspond à 2,5 % de la superficie de la ZEE mauritanienne. Elle représente un capital de richesses halieutiques pour la ZEE mauritanienne, ce qui a justifié l’interdiction de toute activité de pêche à l’exception des pêcheries traditionnelles des communautés Imraguen y habitant. Ce parc couvre également la réserve satellite du cap Blanc, destiné essentiellement à la protection des phoques moines.

### Poids économique du secteur
Le secteur de la pêche emploie près de 40 000 personnes et représente environ 20 % des recettes budgétaires de l’État (estimées en 2016 à 400 M €).
En 2006, la totalité de la pêche industrielle est débarquée à Nouadhibou (nord-ouest de la Mauritanie) et 80 % de la pêche artisanale à Nouakchott.
Selon un rapport de 2016, 70 à 80 % des captures pratiquées dans la ZEE mauritanienne ne sont pas débarquées en Mauritanie mais directement à l’étranger (à Las Palmas par exemple) ou transbordées sur des cargos pour être débarquées dans un autre pays. Ceci engendre très peu de retombées économiques et sociales et ne favorise pas la création de valeur ajoutée dans le secteur de la pêche.

### Ressources halieutiques et types de pêche pour la zone de Nouadhibou
Selon un rapport de 2016, la ressource halieutique dominante est constituée de petits poissons pélagiques (sardinelle ronde et plate, sardine, chinchard, maquereau, anchois, ethmalose, etc.). Les autres ressources sont constituées de céphalopodes (poulpe, seiche, calamar), de crustacés (crevettes, langoustes) et de poissons démersaux (dorades, rougets, soles...). Si les ressources démersales sont pleinement exploitées, voire surexploitées, les ressources pélagiques présenteraient quant à elles des marges d’exploitation appréciables.
Deux types de pêche sont pratiqués dans la ville de Nouadhibou : une pêche industrielle et une pêche artisanale. Les petits pélagiques constituent la dominante des captures avec environ 90 % des captures totales en quantité. La pêche industrielle représente 80 % des captures.
En 2016, la transformation de poisson est faible en volume et consiste principalement en une congélation des poissons et une production de farines de poisson (environ 150 000 tonnes par an), activité pénalisante pour l’environnement et à faible valeur ajoutée.

### Accords de pêche avec l’Union européenne
Le premier accord de pêche entre l’Union européenne et la Mauritanie remonte à 1989. Une série d’autres accords ont été signés depuis pour permettre aux navires européens de pêcher dans les eaux mauritaniennes.
C’est avec la Mauritanie que l’Union européenne a conclu son plus important accord de partenariat dans le domaine de la pêche, un accord confirmé en juillet 2015 par un nouveau protocole de mise en œuvre. En plus des captures payées, l'UE garantit au pays  59,125 millions €, dont 4,125 millions € directement dédiés au soutien des communautés de pêche locales. Cet accord est qualifié d’exemplaire par le Parlement européen dans sa résolution du 12 avril 2016. Il s’est félicité des dispositions relatives à la transparence contenues dans le protocole de 2015, et a invité les autorités communautaires à s’inspirer de ce dispositif dans les négociations qu’elles conduiront avec d’autres pays tiers.

### L’Institut Mauritanien des Recherches Océaniques et des Pêches (IMROP)
Cet établissement public est créé en 1978, sous l’appellation Centre National de recherches Océanographiques et des Pêches (CNROP). Il prend sa dénomination actuelle en 2002  Il est chargé d’analyser les contraintes et les déterminants biologiques, physiques, socio-économiques et techniques du secteur de la pêche. Il réalise des évaluations de l’état des ressources, un suivi des systèmes d’exploitation et étudie les mécanismes de gestion. Il est également chargé de l’agrément des établissements et navires de pêche, du contrôle de la salubrité des produits de la pêche et de la conservation du milieu marin.

## L'agriculture et l'élevage
Les secteurs de l’agriculture et de l’élevage fournissent un moyen de subsistance à 62 % de la population mauritanienne, ainsi que des emplois à 21 % de la population active.
La Mauritanie dispose de potentialités agricoles relativement importantes : environ 500 000 ha des terres cultivables (soit environ 0,2 ha/habitant) et un cheptel de 20 millions de têtes dont 16 millions de petits ruminants et des potentialités d'eaux de surface, estimées à 11 milliards de m3 annuels dont environ 15 % seraient utilisés pour les besoins agricoles.
L'agriculture est surtout pratiquée dans les oasis et en bordure du Sénégal et de ses principaux affluents : culture pratiquée après le retrait de l'inondation dans le lit majeur du fleuve (dite pour cela culture de décrue), et cultures irriguées avec pompage de l'eau dans le fleuve. La culture pluviale, pratiquée dans l'arrière-pays, est sérieusement compromise en période de sécheresse.
Dans l'ensemble, les productions agricoles ne couvrent que 40 % des besoins alimentaires de la population. Le déficit est structurel et le pays est importateur net de produits alimentaires.

### Contraintes écologiques
En Mauritanie, l'agriculture est fortement tributaire de la situation géographique du pays. Les terres arables (pluviales, décrues, oasis et irriguées) ne représentent que 502 000 ha. Le potentiel irrigable du pays est de 137 000 ha dont seulement 33 600 sont actuellement aménagés et consacrés à la production intensive du riz, le reste étant occupé par le maraîchage. Le potentiel en pluvial varie entre 5 000 ha, les années de faible pluviosité, et 220 000 ha.
En zone oasienne, la composante agricole repose essentiellement sur le palmier dattier. L'agriculture oasienne, traditionnellement irriguée, a joué, au cours de son évolution, un rôle social particulièrement important, ayant permis la sédentarisation des populations locales. Elle a récemment évolué vers une activité économique à grande valeur ajoutée.
Pour des raisons à la fois agroécologiques, sociales et économiques le potentiel productif du monde rural n'est pas mis en valeur. Environ 90 % des terres agricoles sont inexploitées ou exploitées de façon limitée et non optimale. La productivité du travail de l'exploitation agricole est faible (1 quintal de céréales/travailleur) et la superficie cultivée par travailleur ne dépasse pas un hectare. Le bétail mauritanien est consommé dans tous les pays voisins, mais le revenu du producteur mauritanien reste très limité, malgré les conditions risquées de production. D'autres productions, comme les dattes et la gomme arabique, ont aussi un potentiel peu exploité.

### Menaces sur l’agrobiodiversité
Face au rétrécissement des superficies cultivables consécutif aux différentes sécheresses et à la mauvaise gestion des terres, bon nombre de ressources phytogénétiques essentielles à la sécurité alimentaire et au développement futur de l'agriculture sont aujourd'hui menacées. Parmi celles-ci figurent des espèces qui fournissent les cultures vivrières de base.
L'agrobiodiversité en Mauritanie est menacée à plusieurs égards :
- disparition progressive de plantes sauvages importantes pour l'alimentation et d'espèces sauvages endémiques apparentées à des plantes cultivées ;
- concentration de la production alimentaire autour d'un nombre réduit de céréales cultivées et d'espèces sauvages apparentées;
- absence de mesures adéquates de protection des cultivars et des semences;
- absence de programmes nationaux en matière de formation agricole;
- pression démographique entraînant l'exploitation de sols pauvres ;
- salinisation des terres agricoles causée par la mauvaise gestion des niveaux d'eau des milieux humides;
- mauvaise gestion des pesticides et engrais;
- non valorisation des connaissances et des pratiques agricoles traditionnelles;
- faible intégration de l'agriculture, du pastoralisme et de l'exploitation des ressources ligneuses

Dans la Guidimakha, zone de très grand potentiel agricole, un tiers des sols sont affectés par l'érosion hydrique qui y est particulièrement sévère. Le manque de main d'œuvre provoque la stagnation de la production agricole et de vastes superficies sont laissées en friche. La sous-exploitation de cette région est causée en grande partie par son enclavement qui rend difficile l'acheminement des productions vers les marchés urbains.

### L'élevage

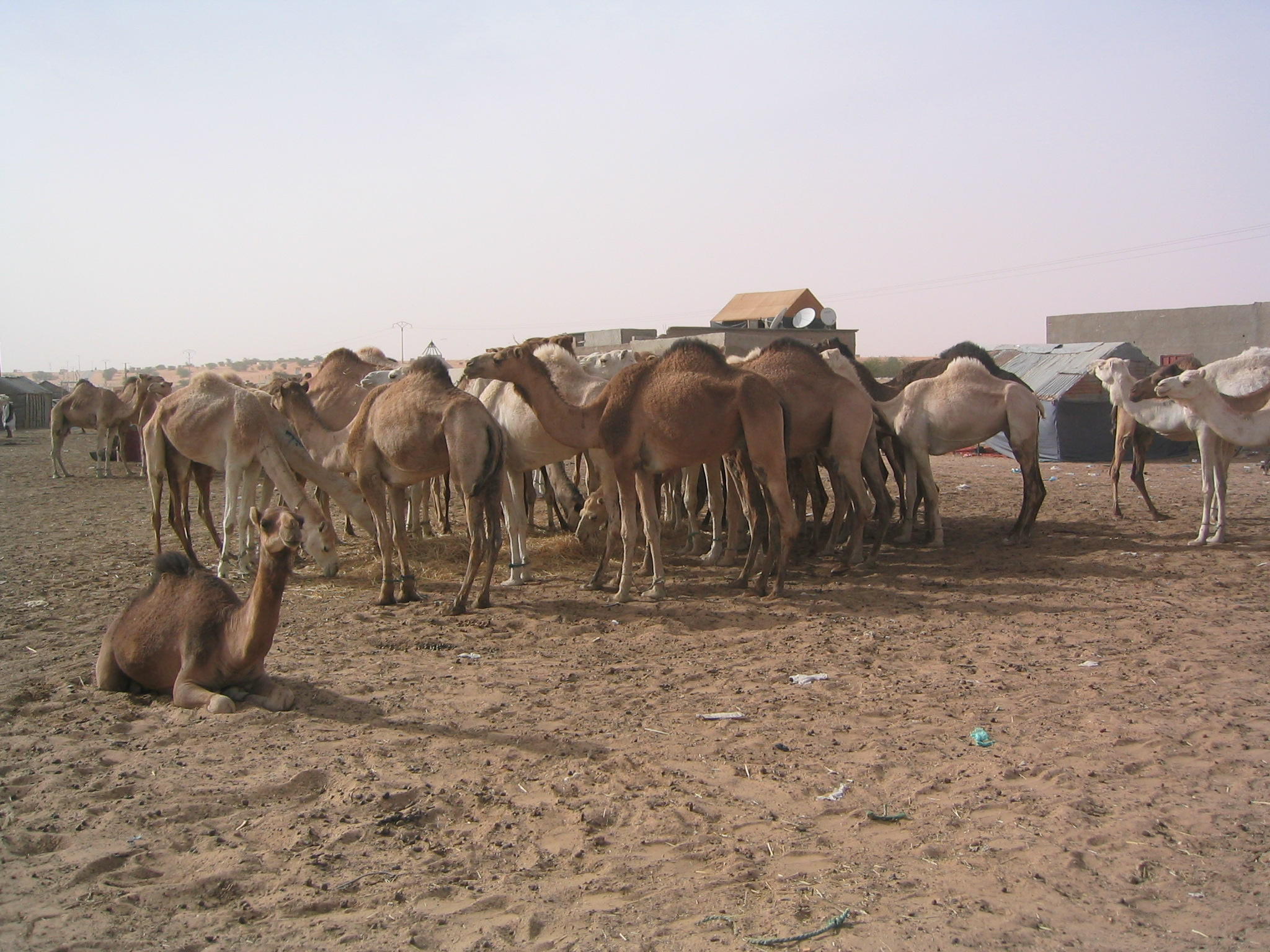
Marché aux dromadaires (près de Nouakchott).

L'élevage, un cheptel de 20 millions de têtes, essentiellement de dromadaires de boucherie et de bœufs africains, constitue la base de quelques grandes fortunes du pays. Il n'est pratiquement pas exporté (moins de 2 % de l'exportation total) et est pratiqué par les nomades depuis le XVIe siècle.

### Coopération avec la FAO
La FAO (Organisation des Nations unies pour l’alimentation et l’agriculture) coopère avec la Mauritanie de manière appuyée. La FAO a contribué dans la mobilisation de ressources financières nécessaires à la mise en œuvre de 210 projets agricoles entre 1978 et 2011. L’agriculture, l’élevage, les pêches, la lutte contre l’avancée du désert et le développement rural durable ont bénéficié de ces subsides, pour un montant estimé de 72 millions de dollars US.

## Industrie minière

### Le minerai de fer
L'exploitation du minerai de fer, qui est actuellement assurée par la SNIM (Société nationale industrielle et minière) qui a remplacé la Miferma, commence à l'époque de la colonisation française dans la région de Zouérate.
Le minerai est acheminé jusqu'au terminal portuaire de Cansado à Nouadhibou sur une distance de 650 km à travers le désert par des convois ferroviaires de 17 000 tonnes longeant la frontière du Maroc.
La SNIM est le deuxième employeur du pays, après l’État, avec 6 400 employés. Sa contribution moyenne au budget national avoisine les 30 %. Le minerai de fer représente, à lui seul, près de 50 % des exportations mauritaniennes. La production de la SNIM a atteint un record de 13,5 millions de tonnes en 2014, immédiatement avant le retournement du cycle des matières premières.
Il s'agit de la plus importante source de revenus mauritanienne (94,9 %). Selon des données de 2010, la Mauritanie était le 13e producteur de fer au monde.

#### Typologie des gisements
La SNIM exploite essentiellement deux types de minerais de fer dans le Nord de la Mauritanie : le minerai hématite et le minerai à magnétite.

Les gisements d'hématite sont localisés principalement au niveau de la Kedia d'Idjil et de M'haoudatt. Selon des informations de 2013, Guelb El Rhein, le seul gisement à magnétite en exploitation à l’heure actuelle, renferme plusieurs centaines de millions de tonnes de réserves prouvées. La teneur moyenne en fer des magnétites SNIM est de l’ordre de 37 %. Ils sont actuellement enrichis par séparation magnétique à sec pour donner un concentré titrant 66 % Fe. L'Usine des Guelbs où sont traités ces minerais dispose d'une capacité annuelle de 4,5 millions de tonnes. L’exploitation de tous les gisements de la SNIM se fait à ciel ouvert.

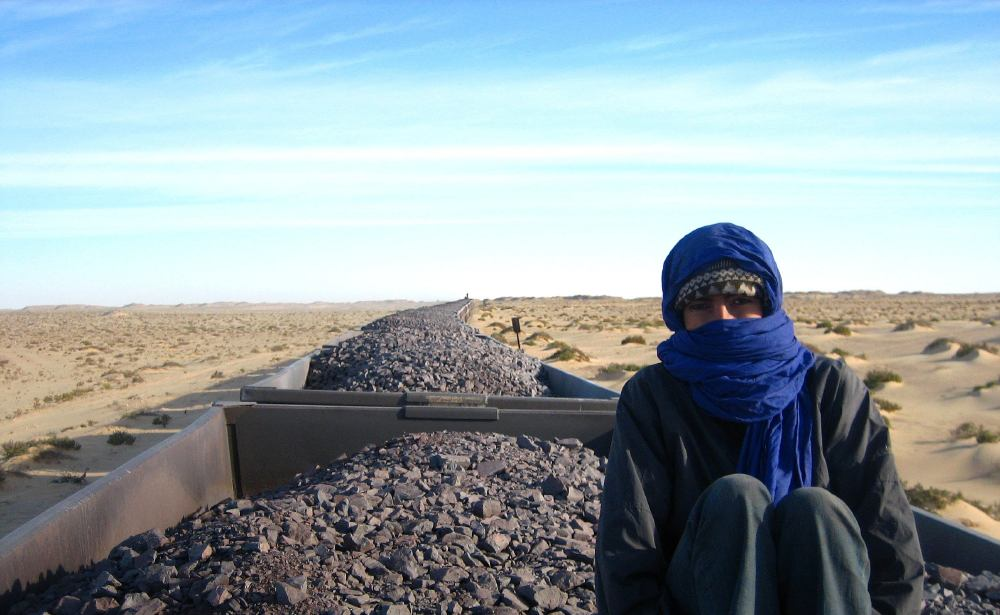
Acheminement du minerai de fer.

#### Projet d’extension de la mine de Guelb El Rhein
Contrainte par des capacités de production limitées en minerai enrichi (13 millions de tonnes par an à l’heure actuelle), la SNIM investit depuis 2009 dans le projet « Guelb II » pour lui permettre d’augmenter sa production annuelle de 4 millions de tonnes. Cet investissement représente un montant total de 924 millions de dollars US.  Elle a par ailleurs démarré un projet de transformation (Nouhoudh, investissements estimés à 5 milliards de dollars) dont l’objectif principal est d’atteindre la production de 40 millions de tonnes par an en 2025, pour rejoindre ainsi le top 5 mondial des producteurs de minerai de fer.
L’Agence française de développement soutient le développement de l’industrie minière mauritanienne à travers le projet d’extension de la mine de Guelb el-Rhein.

#### Dragage du chenal du port minéralier de Nouadhibou
Le 22 novembre 2017, la Banque africaine de développement (BAD) octroie un prêt de 50 millions de dollars US à la SNIM pour lui permettre d’améliorer sa compétitivité. Ce prêt participe au financement de l’approfondissement et de l’élargissement d’un chenal d’accès de 25 km au port minéralier de Nouadhibou, la capitale économique du pays.
Le dragage du chenal a pour objectif d’aider la SNIM à augmenter ses exportations de fer. À l’issue de ce projet, les infrastructures portuaires de Nouadhibou seront en mesure d’accueillir des navires d’une capacité allant jusqu’à 230 000 tonnes, contre un maximum de 150 000 tonnes actuellement. Selon Mohamed El Azizi, directeur général de la BAD pour l’Afrique du Nord, « ce projet permettra de renforcer encore plus la contribution du secteur minier mauritanien à la dynamique de croissance du pays ». D’un coût total de 110 millions de dollars US, ce projet est également cofinancé par la Banque européenne d’investissement (BEI) et la SNIM, respectivement à hauteur de 55 millions et de 5 millions de dollars.

### L'or
En 2016, l'or représente 14 % des exportations de la Mauritanie.
La région de l’Inchiri, située à 300 kilomètres au nord-ouest de Nouakchott, possède les principaux gisements du pays. La mine à ciel ouvert de Tasiast, exploitée par la société canadienne Kinross, dispose de 260 tonnes de réserves prouvées.  Ses installations permettent de traiter 8 500 tonnes par jour grâce à la technique de lixiviation en tas.
En 2016, un accord de « mauritanisation des effectifs » est conclu entre la direction du groupe et les autorités du pays. Aux termes de cet accord, 80 % des postes d’encadrement seront transférés à des mauritaniens d’ici à 2020.   
Kinross annonce en septembre 2017 un plan d’investissement de 590 millions de dollars US, visant à quadrupler cette capacité de traitement et permettre d’abaisser le coût de production brut de l’once d’or à 530 dollars US entre 2020 et 2029.  
La société canadienne Algold obtient pour sa part en 2017 un bail couvrant une zone de 300 km2, à Tijrit, une localité située à 25 km au sud-est de Tasiast. Ce groupe table sur une production moyenne de 104 500 onces au cours des 4 premières années.

## Les hydrocarbures

### Le pétrole
La Mauritanie est devenue productrice de pétrole début 2006 grâce aux champs de Chinguetti situés au large du rivage mauritanien. Les réserves attestées et probables sont estimées à 310 millions de barils. Le premier tanker quitte le pays en mars 2006, à destination de la Chine. Néanmoins, la production, initialement de 54 000 barils jour, a rapidement diminué. Elle s’établissait à moins de 15 000 barils jour selon des données de 2009, bien en deçà des prévisions. Cette situation a entrainé le retrait de l’opérateur australien Woodside. Le pays fonde aujourd’hui ses principaux espoirs sur le offshore.

### Le gaz
Le champ gazier offshore Grand Tortue-Ahmeyim, situé à 5 200 mètres de profondeur, à la frontière entre la Mauritanie et le Sénégal, est considéré comme le plus important gisement de gaz offshore en Afrique de l'Ouest avec des réserves estimées à 450 milliards de mètres cubes. Il s’agit d’un gisement de classe mondiale. Le développement de ce champ gazier nécessitera des investissements compris entre 7 et 10 milliards de dollars US.  
BP signe un accord en décembre 2016 pour acquérir 62 % d’un projet d’exploitation de plusieurs blocs explorés par la société américaine Kosmos (28 %), en partenariat avec la Société mauritanienne des hydrocarbures et de patrimoine minier (10 %). Au total, la société britannique déboursera près d’un milliard de dollars pour rémunérer Kosmos et pour financer les coûts d’exploration et de développement de ce projet sur un bassin de 33 000 km2.
En février 2018, la Mauritanie et le Sénégal signent un accord de coopération pour son exploitation. Il prévoit le développement de l'exploitation et le partage des ressources, ainsi que les conditions de règlement des litiges, et semble avantageux pour les deux pays.                 
Kosmos et BP prévoient d’installer une usine de liquéfaction de gaz naturel sur une barge flottante, à 8 kilomètres au large de Saint-Louis du Sénégal, à partir de 2022. La production attendue est de 227 milliards de mètres cubes sur trente ans. La contribution du méga-gisement Grand Tortue-Ahmeyim au PIB de la Mauritanie et du Sénégal pourrait s’élever à 30 milliards de dollars au cours de cette période.  

## Le secteur bancaire
Le secteur bancaire mauritanien est composé de 18 établissements. Son total de bilan dépassait les 776 milliards d’ouguiyas (MRO) en 2015. Le total des dépôts s’élevait à 462 milliards de MRO, celui de l’encours des crédits à 444 milliards de MRO. Un peu plus de 200 agences sont implantées sur le territoire national, essentiellement à Nouakchott et Nouadhibou.
Les principales banques du pays sont :
- La Banque Populaire de Mauritanie (www.bpm.mr) , avec plus de 45 agences et 550 points d'Agency Banking en 2023

- la Banque nationale de Mauritanie (BNM, qui possède 14 agences) ;
- la Banque mauritanienne pour le Commerce international (BMCI, 25 agences) ;
- la Banque pour le Commerce et l’Industrie (BCI, 11 agences) ;
- la Banque El Amana (BEA, 8 agences) ;
- Attijari Wafa Bank Mauritanie (ABM) ;
- Qatar National Bank (QNB)[à vérifier].

Le taux de bancarisation est de 20 %, inférieur de 8 points de pourcentage au taux moyen des pays d’Afrique subsaharienne. Les dépôts sont estimés à 27 % du PIB.

## Le tourisme
Le tourisme est peu développé dans le pays, en raison notamment des problèmes sécuritaires qui y sévissent. Le pays n'aurait reçu ainsi que 15000 visiteurs en 2017.

## Les télécommunications
Trois opérateurs se partagent le marché mauritanien de la téléphonie mobile. Mauritel, filiale de Maroc Telecom, détient une part de marché d’environ 60 %. Chinguitel, filiale du soudanais Sudatel, arrivée en 2007, s’est hissé à la seconde position. Mattel, filiale de Tunisie Télécom, l’ancien opérateur historique se voit rétrogradé à la troisième place. Les licences des deux opérateurs Mattel et Mauritel ont été renouvelées en 2015.
Le taux de pénétration du téléphone mobile dépasse les 100 % en Mauritanie. L’accès à Internet, qui était embryonnaire en 2010 (1 % de la population connectée), connaît une très forte croissance. Les abonnés mauritaniens étaient 780 000 en 2016, soit 21 % de la population. Le développement accéléré de la 3G a stimulé cette croissance.
Certains opérateurs, associés à des établissements bancaires, proposent également des services de paiement et de transfert d’argent par mobile.